# 소방기본법
소방기본법(消防基本法)은 화재를 예방ㆍ경계하거나 진압하고 화재, 재난ㆍ재해 그 밖의 위급한 상황에서의 구조ㆍ구급활동 등을 통하여 국민의 생명ㆍ신체 및 재산을 보호하기 위한 대한민국의 법률이다. 2003년 기존의 소방법을 기초로 확대ㆍ재편성하여 제정되었다.

## 같이 보기
- 화재예방, 소방시설 설치·유지 및 안전관리에 관한 법률